# Seznam rimskih dramatikov
Seznam rimskih dramatikov.

## P
- Plavt (250 - 184 pr. n. št.)-

## T
- Terencij (195 pr. n. št. - 159 pr. n. št.)-